# Hermanni Pihlajamäki
Herman Matinpoika Pihlajamäki, detto Hermanni (Nurmo, 11 novembre 1903 – Ähtäri, 4 giugno 1982), è stato un lottatore finlandese.
Ha vinto due medaglie olimpiche nella lotta libera; in particolare ha conquistato la medaglia d'oro alle Olimpiadi di Los Angeles 1932 nella categoria pesi piuma e la medaglia di bronzo alle Olimpiadi di Berlino 1936 nella categoria pesi leggeri.